# Mokhtar Majid
Mokhtar Majid (en arabe : مختار ماجيد), né le 2 janvier 1988 à Casablanca, est un footballeur marocain. Il est évolue au poste de gardien de but au sein du club de l'Olympique de Safi.

## Biographie
Formé à l'Olympique de Safi, il fait ses débuts professionnels en 2014, et atteint la finale de la Coupe du Maroc en 2016 en tant que gardien numéro un.
Lors de la saison 2018-2019, son club se classe quatrième de la Botola Pro.
En février 2020, il est convoqué par Houcine Ammouta pour un stage de préparation à la CHAN 2020 avec l'équipe du Maroc A'.

## Palmarès

### En club
Olympique de Safi
- Coupe du Maroc :
  - Finaliste : 2016.